# NGC 5443
NGC 5443 est une galaxie spirale barrée située dans la constellation de la Grande Ourse. Sa vitesse par rapport au fond diffus cosmologique est de 1 910 ± 8 km/s, ce qui correspond à une distance de Hubble de 28,2 ± 2,0 Mpc (∼92 millions d'al). NGC 5443 a été découverte par l'astronome germano-britannique William Herschel en 1789.
La classe de luminosité de NGC 5443 est II et elle présente une large raie HI.
À ce jour, sept mesures non basées sur le décalage vers le rouge (redshift) donnent une distance de 31,186 ± 0,997 Mpc (∼102 millions d'al), ce qui est tout juste à l'extérieur des valeurs de la distance de Hubble.

## Groupe de NGC 5485
Selon A. M. Garcia, NGC 5422 fait partie du groupe de NGC 5485. Ce groupe de galaxies compte au moins huit membres. Les sept autres galaxies sont NGC 5422, NGC 5473, NGC 5475, NGC 5485, NGC 5486, MCG  9-23-39 et UGC 9071.
Abraham Mahtessian mentionne également ce groupe, mais les galaxies NGC 5486, MCG 9-23-39 et UGC 9071 n'en font pas partie.